# ジョヴァンナ・ダラゴーナ (1479-1518)
ジョヴァンナ・ダラゴーナ（Giovanna d'Aragona, 1479年4月15日 - 1518年8月27日）は、ナポリ王国の王女。ジョヴァネッラ（Giovannella）の通称で呼ばれた。甥のナポリ王フェルディナンド2世（フェランディーノ）と結婚し、ナポリ王妃となった。夫の死後、一時的にナポリ王位の後継候補となった。

## 生涯
ナポリ王フェルディナンド1世（フェランテ）と2番目の妃ジョヴァンナ・ダラゴーナの娘。1494年1月父フェルディナンド1世が没すると異母兄アルフォンソ2世が王位を継ぐが、フランス軍の侵攻に伴いすぐに退位し、その子フェルディナンド2世（フェランディーノ）が1495年1月に即位した。
ジョヴァネッラは母ジョヴァンナ王太后及び従者たちと共にフランス軍侵攻直前にシチリア島に避難しており、1495年10月にようやくメッシーナを発ってヴェネツィア共和国の船でナポリへ帰還した。王太后とフェランディーノ王は協同してフランス軍をナポリから追い出すことに成功し、両者の同盟関係は王太后の娘ジョヴァネッラと王の縁談により強化された。1496年2月28日、17歳のジョヴァネッラは10歳年上の甥フェランディーノ王と結婚した。叔母と甥の近親婚だったため、この婚姻には教皇の特免を必要とした。しかしフェランディーノは結婚から半年後の9月7日に死去した。
王の死後、母の王太后はジョヴァネッラをナポリの王位継承者にしようと策動し、ジョヴァネッラは公務で玉璽を使用するようになった。ナポリは過去に女王に統治された期間も長く、公衆にも女王として受け入れられたかのように見えたが、ジョヴァネッラの母王太后の実家アラゴン王国王家の影響力が強まることを恐れたナポリの諸侯や貴族たちはジョヴァネッラの即位に猛反対した。本来の王位継承者であるもう1人の異母兄フェデリーコ1世が王位に就いた。
以上の経緯から、新王フェデリーコ1世とジョヴァネッラ・王太后母子の関係は緊張したものになった。フェデリーコ王は母子の不満を宥めるため、ジョヴァネッラにソレント、ヴィーコ及びマッサの3都市の領主権を与えた。母子はナポリ宮廷を退出してポッジョレアーレ及びサン・セバスティアーノの所領に引きこもり、1496年11月まで宮廷に戻らなかった。フェデリーコ王はジョヴァネッラが野心ある外国の王族と再婚して自分の王位に挑戦することを心配し、それを予防するためのジョヴァネッラとフェデリーコ王の長子カラブリア公爵との結婚も話し合われたが、実現しなかった。1501年再びフランス軍の侵攻が起きると、母子はやはりシチリアのパレルモに避難した。母子は王太后の兄アラゴン王フェルナンド2世の保護下に入り、1504年ナポリはアラゴン王国の属領となった。
ジョヴァンナはいまだ若く美しく、アラゴン王の姪でもあったため、欧州諸国の王室との縁談が次々に舞い込んだ。当時、イングランド王ヘンリー7世が再婚相手を探しており、アラゴン王と妻のカスティーリャ女王イサベル1世の夫婦は、自分たちの娘カタリナに代わる後妻候補として、ジョヴァネッラをヘンリー7世に勧めた。ジョヴァネッラのお見合い用の肖像画が無かったため、ヘンリー7世は1505年シチリアに大使を遣わしてジョヴァネッラの身体的特徴を確認させた。ヘンリー7世は帰国した大使にジョヴァネッラの身体的特徴－髪色、歯並び、鼻の高さと鼻筋の通り、肌の肌理、唇の上の産毛の有無、そして胸のサイズ－を事細かに尋ねた。大使は、ジョヴァネッラの胸は「いくぶん突き出ていて豊満でございます。彼の国の習慣できつくお縛りになっておられまして、そのため余計に巨大で首が短く見えるほどで、殊更に魅力的でございます」。ジョヴァンナの外見的特徴にイングランド王は非常に満足したが、この縁談は政治的・財政的な観点から結局破談となった。
1506年、ジョヴァネッラと母ジョヴァンナの2人の王太后はナポリに帰り、アラゴン王フェルナンドとその後妻ジェルメーヌ・ド・フォワの新宮廷に伺候した。ジョヴァネッラは母、異母姉のハンガリー王太后ベアトリーチェ、姪で義妹のミラノ公未亡人イザベッラら、旧ナポリ王室の女性たちと共に、ナポリ市内のカプアーノ城で暮らした。彼女ら旧王室のプリンセスたちはアラゴン王から寛大な特権と年金を与えられた。1510年、アラゴン王は姪ジョヴァネッラをサヴォイア公カルロ3世に嫁がせようと計画し、彼女の持参金を作るためにナポリ王国に税を課したが、結局結婚は実現しなかった。1518年、プッリャへの旅行から帰ってすぐに体調を崩して急死した。

## 引用・脚注
1. ↑  published in London: 1761, by T. Becket and P.A. De Hondt
2. ↑  Schwarz, Arthur L., VIVAT REX! An Exhibition Commemorating the 500th Anniversary of the Accession of Henry VIII, The Grolier Club, 2009, p. 58: "Henry's Father Searches for a New Wife".